# 18 Months
18 Months é o terceiro álbum de estúdio do artista escocês Calvin Harris. Foi lançado oficialmente em 26 de outubro de 2012 pela Columbia Records. Este disco estreou na primeira posição dos mais vendidos no Reino Unido, ao atingir a marca de 52 356 cópias vendidas em uma semana, se tornando o segundo álbum de Harris a alcançar o topo das paradas musicais naquele país.

## Recepção crítica
| Críticas profissionais | Críticas profissionais |
| Pontuações agregadas   | Pontuações agregadas   |
| Fonte                  | Avaliação              |
| ---------------------- | ---------------------- |
| Metacritic             | 57/100                 |
| Avaliações da crítica  |                        |
| Fonte                  | Avaliação              |
| AllMusic               | [ 4 ]                  |
| The A.V. Club          | C+                     |
| Entertainment Weekly   | C+                     |
| The Guardian           | [ 7 ]                  |
| The Independent        | [ 8 ]                  |
| Los Angeles Times      | [ 9 ]                  |
| Metro                  | 4/5                    |
| NME                    | 6/10                   |
| The Observer           | [ 12 ]                 |
| PopMatters             | 5/10                   |

Em geral, 18 Months recebeu críticas mistas.  No Metacritic, que atribui uma classificação normalizada de 100 às resenhas de publicações convencionais, o álbum recebeu uma pontuação média de 57, com base em 17 resenhas. Fraser McAlpine da BBC Music saudou o álbum como uma "coleção quase exclusivamente na chave do triunfo", bem como "um portfólio de vitórias para Calvin, um relatório anual onde o gráfico tem quase todos os picos e as depressões são tão baixas que são praticamente invisíveis." Arwa Haider, do jornal britânico Metro, comentou que 18 Months "poderia ser uma coleção cápsula de singles de sucesso, mas também funciona brilhantemente como um álbum. Em parte porque estes são nunca hinos sem rosto; seus cantores [...] são bem avaliados e estão à altura das canções, enquanto os refrões cativantes são arranjados com amor". Tim Sendra, do AllMusic, escreveu que o álbum "mostra que Harris é um produtor sólido com um som facilmente identificável". Mikael Wood do Los Angeles Times observou que, apesar da variedade de colaboradores do sexo masculino, o álbum "apenas aprofunda a impressão de que Harris é melhor quando ligado a uma mulher; suas habilidades nessa área são várias vezes mais desenvolvidas do que em qualquer outro lugar." Para o The Independent, Andy Gill disse que não ficou impressionado com a performance de Ellie Goulding em "I Need Your Love", mas elogiou Welch em "Sweet Nothing" e citou a colaboração de Harris com Nicky Romero em "Iron" como o killer cut do álbum.
Emily Mackay, da NME, opinou que "As melhores colaborações estão sozinhas, mas o resto exige poucas horas e suor para animá-las", afirmando que o álbum "parece mais uma volta de vitória merecida do que um passo em frente ou uma nova parcela, mas além de seu único vocal em 'Feel So Close', o vencedor parece estranhamente ausente." Killian Fox, do The Observer, comentou: "Nada mais em 18 Months corresponde às colaborações de sucesso com Kelis, Florence Welch e Rihanna", concluindo que "a produção de Harris tornou-se cada vez mais homogeneizada e , apesar da variedade de vocalistas, tudo aqui corre o risco de soar igual." Na Entertainment Weekly, Melissa Maerz elogiou canções como "We Found Love" e "I Need Your Love", mas declarou que o álbum não oferece "muitas surpresas". Apesar de se referir a Harris como um "brilhante artesão pop", Chris DeVille do The A.V. Club sentiu que o álbum "sofre de fadiga EDM" e que "quase todas as faixas eventualmente congelam no mesmo baque autômato." Evan Sawdey da PopMatters criticou que, apesar de 18 Months ser "o monstro criador de sucessos que lançou [Harris] para os holofotes mundiais, parece uma visão bastante comprometida de quem ele é um artista, sacrificando sua peculiaridade por uma nova persona taciturna que começa a ficar obsoleta ao longo de um longa-metragem completo." Para o The Guardian, Rebecca Nicholson expressou que "Harris sabe como tirar o máximo proveito de seus convidados, conduzindo-os por uma série de sucessos eufóricos que parecem destinados ao sucesso. Mas para todas as divas pop que ele atraiu, há um verniz de EDM cínico e elegante, resultando no tipo de faixas que Skrillex pode idealizar em um cruzeiro de Agia Napa."

## Listagem de faixas
| Faixas         |                                                              |                                                        |         |  |
| N.º            | Título                                                       | Compositor(es)                                         | Duração |  |
| 1.             | "Green Valley"                                               | Harris                                                 | 1:49    |  |
| 2.             | "Bounce" (com part. de Kelis)                                | Harris                                                 | 3:42    |  |
| 3.             | "Feel So Close"                                              | Harris                                                 | 3:26    |  |
| 4.             | "We Found Love" (com part. de Rihanna)                       | Harris                                                 | 3:35    |  |
| 5.             | "We'll Be Coming Back" (com part. de Example)                | Harris, Elliot Gleave                                  | 3:54    |  |
| 6.             | "Mansion"                                                    | Harris                                                 | 2:07    |  |
| 7.             | "Iron" (com part. de Nicky Romero)                           | Nicky Romero, Harris                                   | 3:39    |  |
| 8.             | "I Need Your Love" (com part. de Ellie Goulding)             | Harris, Ellie Goulding                                 | 3:54    |  |
| 9.             | "Drinking from the Bottle" (com part. de Tinie Tempah)       | Harris, Patrick Okogwu, James F. Reynolds, Mark Knight | 4:00    |  |
| 10.            | "Sweet Nothing" (com part. de Florence Welch)                | Harris, Florence Welch, Tom Hull                       | 3:32    |  |
| 11.            | "School"                                                     | Harris                                                 | 1:47    |  |
| 12.            | "Here 2 China" (com patt. de Dillon Francis e Dizzee Rascal) | Harris, Dizzee Rascal, Dillon Francis                  | 2:32    |  |
| 13.            | "Let's Go" (com part. de Ne-Yo)                              | Harris, Shaffer Smith                                  | 3:52    |  |
| 14.            | "Awooga"                                                     | Harris                                                 | 3:51    |  |
| 15.            | "Thinking About You" (com part. de Ayah Marar)               | Harris, Ayah Marar                                     | 4:07    |  |
| Duração total: | Duração total:                                               | Duração total:                                         | 53:39   |  |

## Créditos
Créditos adaptados das notas de encarte de 18 Months.

### Músicos
- Calvin Harris – arranjo (faixas 1–3, 5–7, 10, 11, 13, 14); instrumentos (faixas 1–6, 8–15); vocais (faixas 3, 7)
- Kelis – vocais (faixa 2)
- Rihanna – vocais (faixa 4)
- Example – vocais (faixa 5)
- Nicky Romero – arranjo, instrumentos (faixa 7)
- Ellie Goulding – vocais (faixa 8)
- James F. Reynolds – instrumentos (faixa 9)
- Mark Knight – instrumentos (faixa 9)
- Tinie Tempah – vocais (faixa 9)
- Florence Welch – vocais (faixa 10)
- Dillon Francis – instrumentos (faixa 12)
- Dizzee Rascal – vocais (faixa 12)
- Ne-Yo – vocais (faixa 13)
- Ayah Marar – vocais (faixa 15)

### Technical
- Calvin Harris – produção (todas as faixas); mixagem (faixa 4)
- Simon Davey – masterização (faixas 1, 5–7, 10–12, 14)
- Mike Marsh – masterização (faixas 2, 3, 5, 7, 13)
- Kuk Harrell – produção de vocal, gravação de vocal (faixa 4)
- Marcos Tovar – gravação de vocal (faixa 4)
- Phil Tan – mixagem (faixa 4)
- Scott McCormick – engenharia (faixa 5)
- Nicky Romero – produção (faixa 7)
- Karen Thompson – masterização (faixa 8)
- James F. Reynolds – produção (faixa 9)
- Mark Knight – produção (faixa 9)
- Kid Harpoon – gravação de vocal (faixa 10)
- Dillon Francis – produção (faixa 12)

## Paradas musicais
| Paradas (2012)                           | Melhor posição |
| ---------------------------------------- | -------------- |
| Alemanha (Media Control Charts)          | 63             |
| Áustria (Ö3 Austria Top 40               | 52             |
| Bélgica (Ultratop 50)                    | 50             |
| Bélgica (Ultratop 40)                    | 44             |
| Canadá (Canadian Albums Chart)           | 8              |
| Escócia (Singles and Albums Chart)       | 1              |
| Espanha (PROMUSICAE)                     | 72             |
| França (SNEP)                            | 110            |
| Irlanda (Irish Albums Chart)             | 2              |
| Japão (Oricon)                           | 28             |
| Nova Zelândia (RIANZ)                    | 4              |
| Países Baixos (MegaCharts)               | 48             |
| Suíça (Schweizer Hitparade)              | 30             |
| Reino Unido (UK Albums Chart)            | 1              |
| Reino Unido (UK Dance Albums Chart)      | 1              |
| Estados Unidos (Billboard 200)           | 19             |
| Estados Unidos (Dance/Electronic Albums) | 1              |

### Certificações
| País          | Certificador | Certificação |
| ------------- | ------------ | ------------ |
| Austrália     | ARIA         | Ouro         |
| Irlanda       | IRMA         | Ouro         |
| Nova Zelândia | RIANZ        | Ouro         |

## Histórico de lançamentos
| Região         | Data                  | Formato             | Edição        | Gravadora                       | Ref(s).       |
| -------------- | --------------------- | ------------------- | ------------- | ------------------------------- | ------------- |
| Alemanha       | 26 de outubro de 2012 | CD download digital | Padrão deluxe | Sony                            | [ 34 ]        |
| Países Baixos  | 26 de outubro de 2012 | CD download digital | Padrão deluxe | Sony                            | [ 35 ] [ 36 ] |
| Irlanda        | 26 de outubro de 2012 | CD download digital | Padrão deluxe | Deconstruction Fly Eye Columbia | [ 37 ] [ 38 ] |
| Reino Unido    | 29 de outubro de 2012 | CD download digital | Padrão deluxe | Deconstruction Fly Eye Columbia | [ 39 ] [ 40 ] |
| França         | 29 de outubro de 2012 | CD download digital | Padrão deluxe | Jive Epic                       | [ 41 ] [ 42 ] |
| Estados Unidos | 30 de outubro de 2012 | CD download digital | Padrão        | Ultra Roc Nation Columbia       | [ 43 ] [ 44 ] |
| Itália         | 30 de outubro de 2012 | CD download digital | Padrão deluxe | Sony                            | [ 45 ] [ 46 ] |
| Japão          | 31 de outubro de 2012 | CD download digital | Padrão deluxe | Sony                            | [ 47 ] [ 48 ] |
| Austrália      | 2 de novembro de 2012 | CD download digital | Padrão deluxe | Sony                            | [ 49 ] [ 50 ] |
| Austrália      | 2 de novembro de 2012 | LP                  | Padrão        | Sony                            | [ 51 ]        |
| Alemanha       | 2 de novembro de 2012 | LP                  | Padrão        | Sony                            | [ 34 ]        |
| Reino Unido    | 5 de novembro de 2012 | LP                  | Padrão        | Deconstruction Fly Eye Columbia | [ 52 ]        |